# در پایان یک روز عالی
 در پایان یک روز عالی (به انگلیسی: At the End of a Perfect Day) سومین آلبوم کریس دی‌برگ است که در سال ۱۹۷۷ منتشر شده‌است.

## آهنگ‌ها
| شمارهٔ ترک | عنوان انگلیسی                      | برگردان به فارسی             | زمان |
| --------- | ---------------------------------- | ---------------------------- | ---- |
| ۱         | Broken Wings                       | بال‌های شکسته                 | ۳:۰۶ |
| ۲         | Round And Round                    | گشتن و گشتن                  | ۳:۰۶ |
| ۳         | I Will                             | خواهم ...                    | ۳:۳۰ |
| ۴         | Summer Rain                        | بارون تابستونی               | ۴:۰۰ |
| ۵         | Discovery                          | اکتشاف                       | ۳:۲۱ |
| ۶         | Brazil                             | برزیل                        | ۳:۱۳ |
| ۷         | In A Country Churchyard            | در حیاط کلیسای دهکده         | ۳:۵۶ |
| ۸         | A Rainy Night In Paris             | شبی بارانی در پاریس          | ۳:۲۱ |
| ۹         | If You Really Love Her, Let Her Go | اگه واقعاً دوسِش داری، رهاش کن | ۴:۰۱ |
| ۱۰        | Perfect Day                        | روزِ عالی                     | ۴:۰۱ |